# Nicolás Laprovíttola
Nicolás Laprovíttola Stolbizer (Morón, Buenos Aires; 31 de enero de 1990) es un baloncestista argentino que pertenece a la plantilla del FC Barcelona de la liga ACB. Con 1,93 metros de altura, juega en la posición de base. Forma parte de la selección nacional de básquetbol.

## Trayectoria deportiva

### Inicios
Sus inicios en el baloncesto se desarrollaron en el Club Deportivo Morón, a los 6 años donde hizo las inferiores y debutó en el equipo mayor.
En 2007 se vinculó a Lanús para jugar profesionalmente, cuando aún el club militaba en el Torneo Nacional de Ascenso. Esa misma temporada lograron el ascenso a la máxima división de clubes, la Liga Nacional. Laprovíttola permaneció seis años en el equipo, afianzándose como titular. En la temporada 2012-13, ya consolidado como una de las figuras del plantel, Lanús alcanzó la final del certamen más importante del baloncesto profesional argentino, siendo derrotados por Regatas Corrientes.

### Flamengo
En la temporada 2013-14 partió hacia la liga brasileña de baloncesto (NBB) al Flamengo de Río de Janeiro, equipo donde se consagró campeón del torneo en ese mismo año, siendo el base titular del equipo y elegido en el quinteto ideal de la NBB como el mejor base del campeonato. En la temporada 2014-15, se volvió a consagrar campeón con el Flamengo de todos los torneos que disputó: primero en la Liga de las Américas de ese año, y luego en la Copa Intercontinental frente al Maccabi Tel Aviv, siendo elegido como el MVP de dicho torneo. En adición, se consagró bicampeón brasileño, luego de obtener la Liga de la temporada 2014/15.

### BC Rytas y Estudiantes
En julio de 2015, se anunció su pase al BC Lietuvos Rytas lituano. Seis meses más tarde, pasó a la Liga ACB para jugar en Estudiantes.
En 2016, luego de su paso por Estudiantes, realizó la pretemporada de la NBA con San Antonio Spurs, dentro del plantel de 20 jugadores, compartiendo equipo con sus compatriotas Emanuel Ginóbili y Patricio Garino.

### San Antonio Spurs
En octubre de ese año y tras el corte definitivo de jugadores, quedó dentro de la plantilla del equipo principal, marcando así su paso a la NBA. Después de disputar 18 partidos, fue cortado por los Spurs a finales de diciembre de 2016. En el equipo texano disputó 18 partidos con un promedio de 3,3 puntos y 1,6 asistencias en 9,7 minutos por juego. La franquicia indicó que su salida se debió a que el técnico Gregg Popovich quería darle más rodaje a la joven promesa Dejounte Murray.

### Saski Baskonia y BC Zenit
En enero de 2017 se oficializó su fichaje en el Saski Baskonia de la Liga ACB hasta el final de temporada. El 7 de julio de 2017 firmó con el BC Zenit ruso. Tras un desempeño no tan relevante, a finales de 2017, fue apartado del equipo principal del Zenit y pasó a entrenarse con el segundo plantel del equipo ruso.

### Joventut Badalona

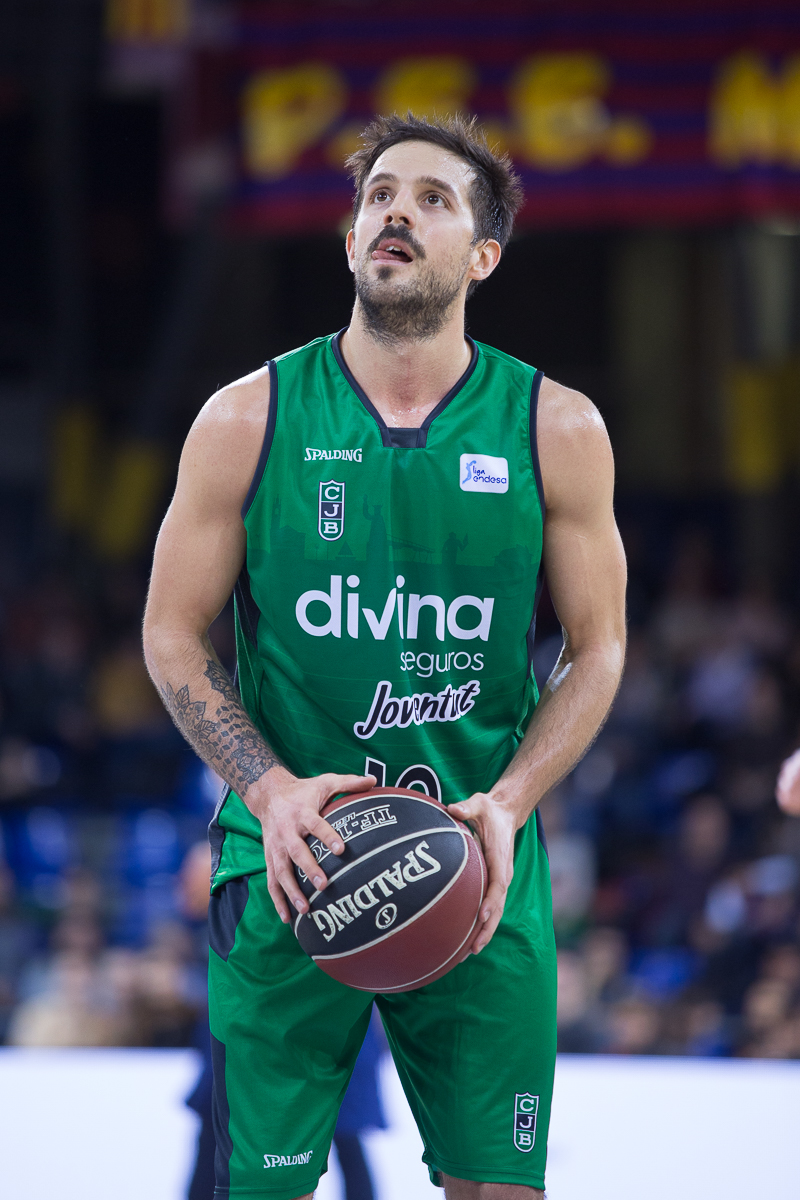
Laprovittola con Joventut Badalona en 2018.

El 22 de enero de 2018 fue cedido al Divina Seguros Joventut para el resto de la temporada 2017-18. Gracias a su aportación el equipo logró la salvación matemática a falta de tres partidos y logró el MVP del mes de mayo. El 8 de agosto de ese mismo año, Lapro, firmó un contrato de un año con el Joventut Badalona.
En el partido de cuartos de final de la Copa del Rey de baloncesto 2019, disputado ante el Saski Baskonia, batió el récord de valoración que hasta la fecha poseía Tanoka Beard desde el año 2000, dejándolo en 50 (antes 47). Sus registros en ese partido fueron: 36 puntos, 7 asistencias, 4 rebotes y 4 recuperaciones.
Fue elegido como MVP de la temporada regular 2018-2019 de la liga ACB, promediando 17,2 puntos, 6,4 asistencias y 2,5 rebotes para un 17,2 de valoración. Obtuvo 100 puntos superando en la votación al base del Real Madrid, Facundo Campazzo, que obtuvo 50 puntos.

### Real Madrid
En julio de 2019, fichó por el Real Madrid con una duración de contrato de dos años. En 2020 fue reconocido por la Fundación Konex como uno de los cinco mejores basquetbolistas de la última década en Argentina. El 30 de junio de 2021 dejó de ser jugador del Real Madrid tras finalizar su contrato.

### FC Barcelona
El 28 de julio de 2021, se convirtió en nuevo jugador del FC Barcelona de la Liga Endesa, por dos temporadas. En la ronda 11 de la Euroliga, anotó 25 puntos, capturó 7 rebotes y encestó 7 triples, en la victoria a domicilio frente al ASVEL Villeurbanne, siendo sus máximos históricos en Euroliga en estos apartados.  Además, igualó a Gianluca Basile y Kyle Kuric, como el jugador con más triples encestados por un jugador del FC Barcelona en un partido de Euroliga. El 16 de marzo de 2022, batió su récord de triples en un partido de Liga ACB, al anotar 8 triples de 11 lanzamientos en la victoria frente al Baskonia. Al finalizar la temporada, extendió su contrato con el Barça hasta junio de 2026.

## Selección nacional
Nicolás debutó con la selección argentina en el Campeonato FIBA Américas Sub-18 realizado en la ciudad argentina de Formosa en 2008 donde fue campeón panamericano y se clasificó a la Copa Mundial Juvenil de Baloncesto en Nueva Zelanda del año siguiente, donde la selección argentina finalizó en la quinta posición. 

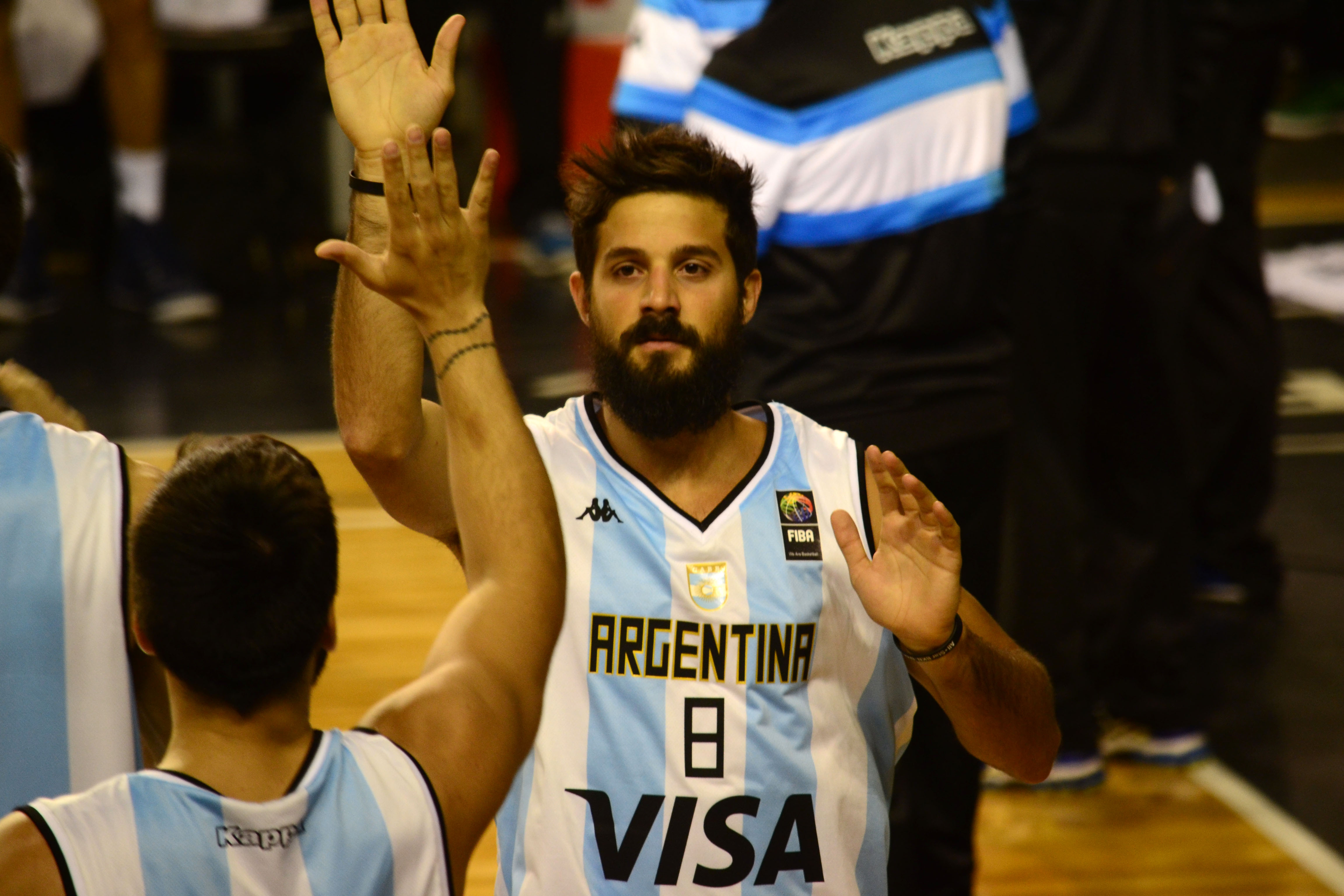
Laprovittola con la Selección Argentina en el año 2015.

En 2012, hizo su presentación oficial con la selección mayor en ocasión del Campeonato Sudamericano donde el equipo obtuvo el título. En 2013, fue convocado para disputar el Campeonato FIBA Américas obteniendo el tercer puesto y logrando la clasificación al mundial del año siguiente. En 2014, obtuvo la medalla de plata en el Campeonato Sudamericano disputado en Isla Margarita, Venezuela y fue parte del plantel que disputó del Campeonato Mundial.
En 2015, fue parte del equipo que compitió en el Campeonato FIBA Américas disputado en la Ciudad de México y que obtuvo la clasificación a los Juegos Olímpicos y el segundo puesto en ese torneo. En 2016 participó de los Juegos Olímpicos de Río de Janeiro 2016, finalizando en el octavo puesto.
En 2019, tuvo una destacada actuación en la selección argentina que ganó la medalla de oro en los Juegos Panamericanos de Lima. Además, fue uno de los bases del plantel que conquistó la medalla de plata en el Mundial de China de ese año.
En verano de 2021, fue parte de la selección absoluta argentina que participó en los Juegos Olímpicos de Tokio 2020, que quedó en séptimo lugar.
En septiembre de 2022 disputó con el combinado absoluto argentino el FIBA AmeriCup de 2022, ganando el oro al derrotar al combinado brasileño en la final.

## Logros y reconocimientos

### Clubes
- Novo Basquete Brasil (2): 2013-14 y 2014-15
- Liga de las Américas (1): 2014
- Copa Intercontinental FIBA (1): 2014
- Copa del Rey (2): 2020 y 2022
- Supercopa de España (2): 2019 y 2020
- Liga ACB (1): 2023

### Consideraciones individuales
- MVP de la ACB (1): 2018-19
- Quinteto Ideal de la ACB (2):
  - Primer Quinteto (2): 2018-19 y 2021-22
- Máximo Anotador de la ACB (1): 2018-19
- MVP de la Copa Intercontinental FIBA (1): 2014
- MVP de las Finales Novo Basquete Brasil (1): 2014-15
- All-Star Novo Basquete Brasil (2): 2014 y 2015
- MVP del Mes de la ACB (1): mayo de 2018

## Estadísticas de su carrera en la NBA

### Temporada regular
| Año     | Equipo      | PJ | PT | MPP | %TC  | %3P  | %TL   | RPP | APP | ROB | TPP | PPP |
| ------- | ----------- | -- | -- | --- | ---- | ---- | ----- | --- | --- | --- | --- | --- |
| 2016-17 | San Antonio | 18 | 3  | 9.7 | .426 | .370 | 1.000 | .6  | 1.6 | .2  | .1  | 3.3 |
| Total   | Total       | 18 | 3  | 9.7 | .426 | .370 | 1.000 | .6  | 1.6 | .2  | .1  | 3.3 |

## Vida personal
Laprovíttola es hijo de la política argentina Margarita Stolbizer. Sus hermanos Juan y Federico jugaron semiprofesionalmente al baloncesto.